# Rita, la figlia americana
Rita, la figlia americana è un film  "musicarello" del 1965 diretto da Piero Vivarelli e interpretato da Totò e Rita Pavone. Il film fu girato negli stabilimenti della Titanus e in esterni a Roma.

## Trama
Il professor Serafino Benvenuti è un industriale benestante, non per suo merito, ma per avere avuto in eredità un fiorente pastificio. Ama inoltre la musica classica, vantandosi di essere un eccellente direttore d'orchestra, possedendo in realtà un curriculum artistico non eccelso, avendo diretto in passato soltanto la banda di Torre Annunziata. Lo segue, assecondando le sue follie, il suo maggiordomo Orazio.
Il professore decide di adottare una bambina orfana proveniente dal Cile, Rita D'Angelo, ormai diventata adolescente, per la quale sogna una carriera di concertista classica. Rita invece ama e canta la musica pop e, in genere, le nuove tendenze musicali dell'epoca, non gradite dal padre adottivo.
Rita infatti fa amicizia con un gruppo di "ragazzi yéyé", che suonano e ballano proprio pop, beat e rock and roll in un locale davanti a casa, il "Tomato club", gestito dal giovane Fabrizio, e dove suona la band inglese The Rokes.
Rita si innamora di Fabrizio, ma Greta, la governante tedesca assunta dal professore, tiene a bada le intemperanze della ragazza. Il professore nel frattempo acquista il palazzo del "Tomato Club", al fine di sfrattare i giovani rockettari. Alla fine tuttavia si intenerisce, fino al punto di accettare le nuove tendenze musicali.

## Produzione

### Cast

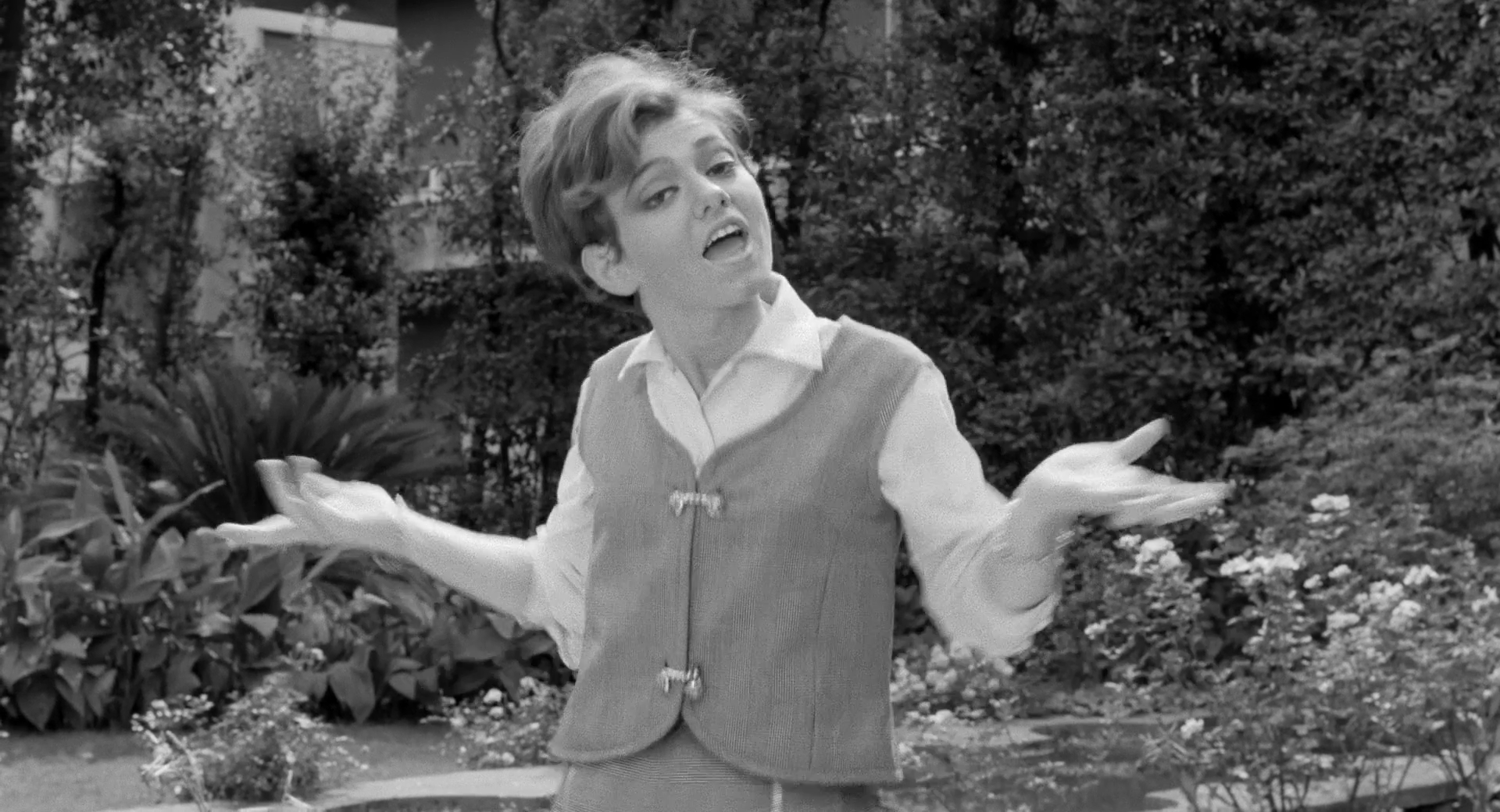
Rita Pavone

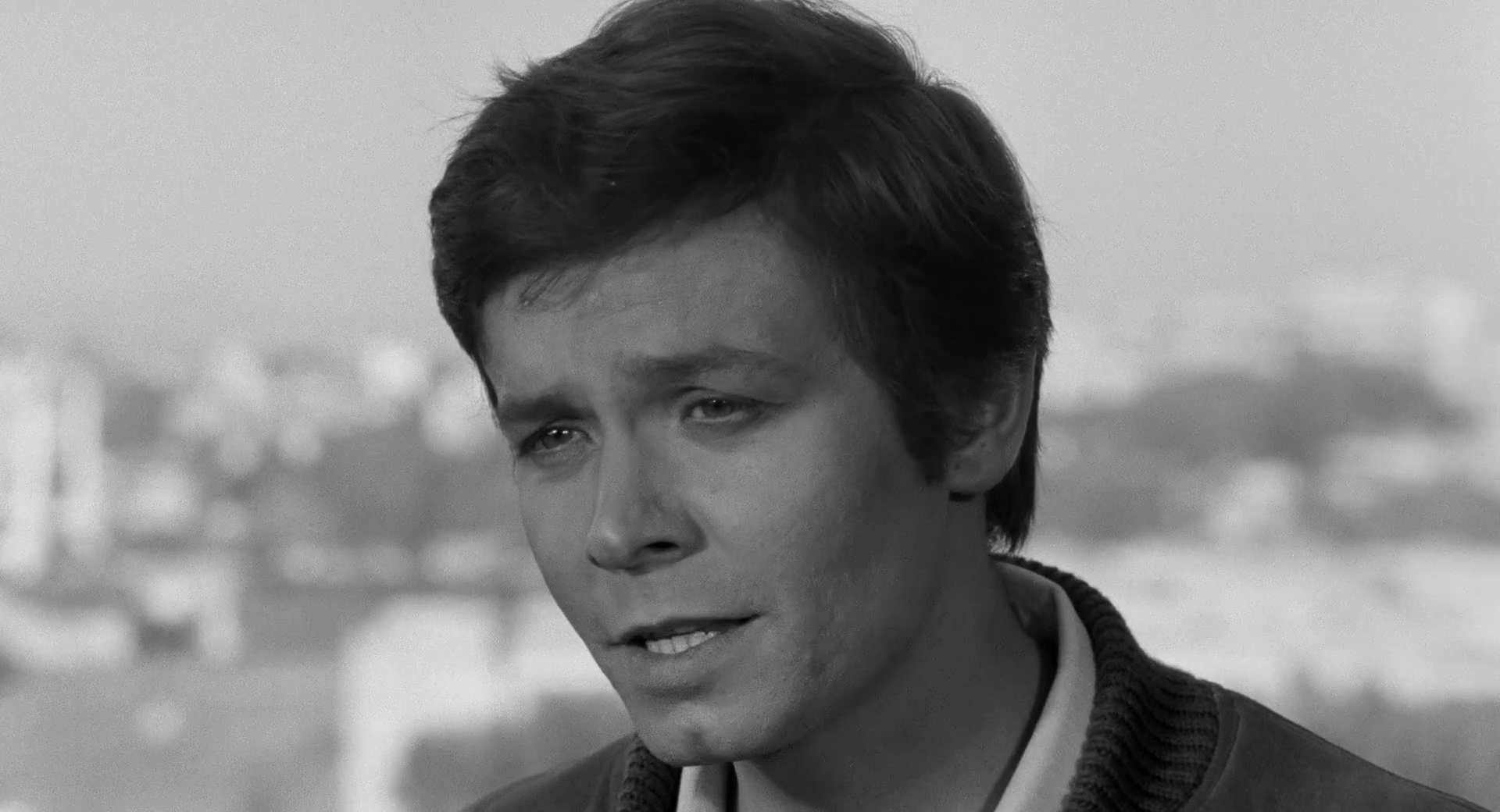
Fabrizio Capucci

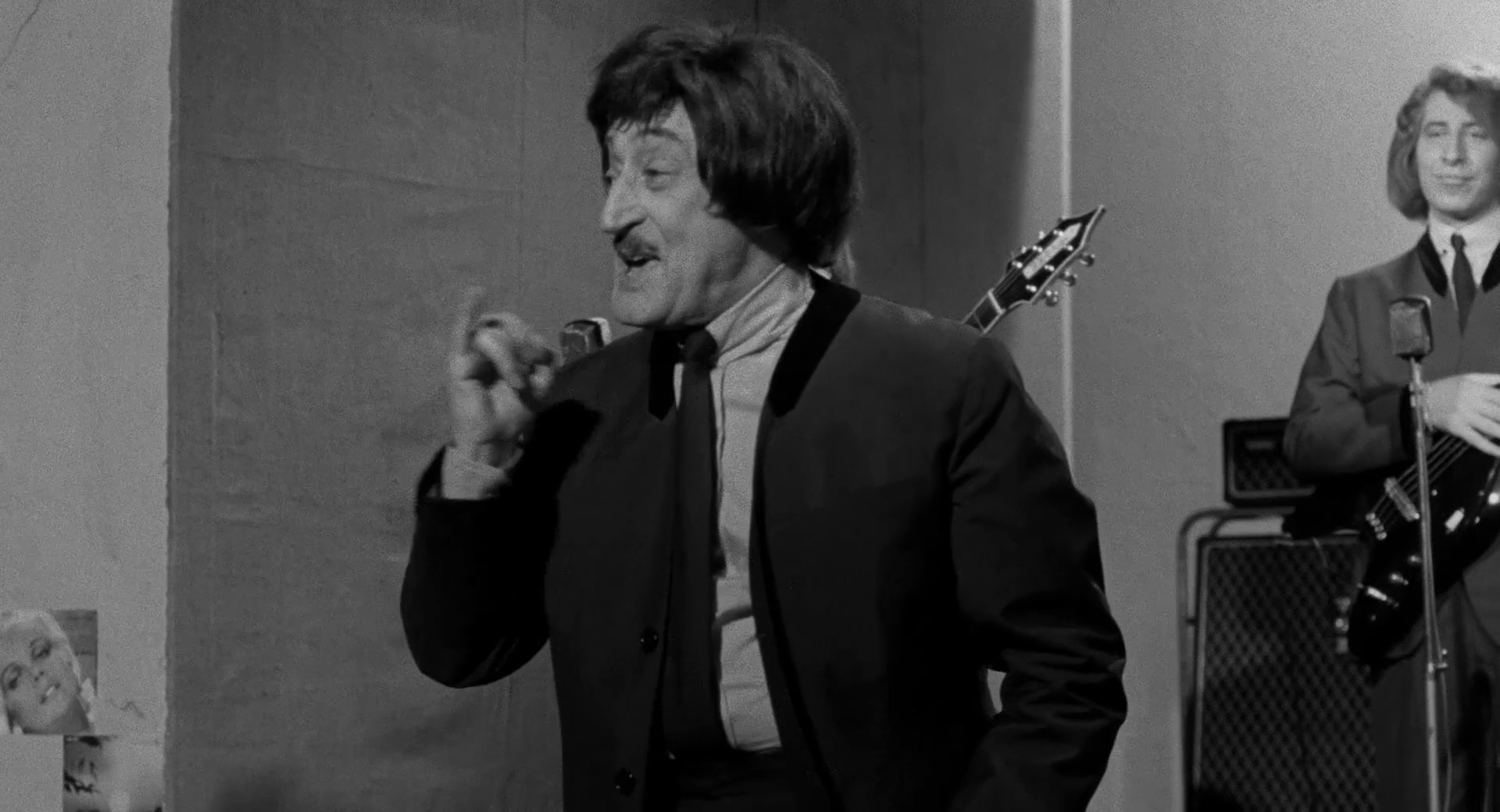
Totò

Fu il primo musicarello di Rita Pavone, all'epoca già nota al grande pubblico, e per l'unica volta la cantante torinese venne doppiata (da Alida Cappellini) nelle parti recitate. Il film vede inoltre la partecipazione straordinaria della band inglese The Rokes che, da lì a un anno (1966), diventeranno famosi soprattutto per i brani È la pioggia che va e Che colpa abbiamo noi. Fu invece l'unico musicarello interpretato da Totò.
L'attore Fabrizio Capucci, reduce dall'appena uscito 45 giri Ti Credevo Felice/Sì questo lo so (rifatta poi dal cantante Dino), nel film propone l'unico altro suo singolo da cantante, Un ragazzo diverso. All'epoca delle riprese Capucci era già sposato con l'attrice Catherine Spaak e già padre della loro figlia Sabrina.

## Critica
All'epoca la pellicola fu giudicata dalla critica come una delle peggiori interpretate da Totò e, anche fra i critici che rivalutarono l'attore partenopeo, si parlò in genere come di una sorta di "sfregio" fatto all'attore stesso ed alle sue capacità, "prestato ed ingabbiato in una commediola pessima e priva di senso".
- "Totò (giù di forma) e Lina Volonghi stanno bene o male a galla, ma non riescono a salvare dal nubifragio l'insieme della pellicola [...]" (La Notte)[1]
- "Rita la figlia americana [...] deve qualche momento di spasso alla vivificante presenza di Totò, non certo alla qualità delle battute [...]" dal Corriere della Sera del 4 dicembre 1965[1]

## La colonna sonora
- Somigli ad un'oca (di Migliacci, Rossi, Douane, Hardwood) cantata da Rita Pavone
- Plip (di Migliacci, Meccia, Mantovani) cantata da Rita Pavone
- Solo tu (di Enriquez, Lina Wertmüller) cantata da Rita Pavone
- Cuore (di Rossi, Mann, Weil) cantata da Rita Pavone
- Lui (di Migliacci, Zambrini, Enriquez) cantata da Rita Pavone
- Stasera con te (di Chiosso, Lina Wertmüller, Franco Pisano) cantata da Rita Pavone
- Un ragazzo diverso (di Sergio Bardotti, Masciarelli) cantata da Fabrizio Capucci
- Malvagità ("Crudele") (di De Curtis/Totò) cantata da Totò accompagnato dai The Rokes
- Grazie a te (I'm alive) (di Bardotti, Clint Ballard Jr.) cantata dai The Rokes[2]
- La mia città (di Bardotti, David Norman Shapiro) cantata dai The Rokes
- The Wind Will Carry Them By (di David Norman Shapiro) cantata dai The Rokes
- I've Got a Message for You (di David Norman Shapiro) cantata dai The Rokes
- Long Time Gone (di David Norman Shapiro) cantata dai The Rokes
- Take a Look (di David Norman Shapiro) cantata dai The Rokes
- She Asks of You (di David Norman Shapiro) cantata dai The Rokes
- A Thing Like That (di David Norman Shapiro) cantata dai The Rokes
- Toccata e fuga in Re minore, composta da Johann Sebastian Bach e udibile in una scena del film.